# 八宝镇 (祁连县)
八宝镇，是中华人民共和国青海省海北藏族自治州祁连县下辖的一个乡镇级行政单位。

## 行政区划
八宝镇下辖以下地区：
城东社区、城西社区、新城社区、西村、东措台村、东村、白杨沟村、宝瓶河村、冰沟村、高楞村、黄藏寺村、卡力岗村、拉洞村、拉洞台村、麻拉河村、白土垭豁村、下庄村、营盘台村和夹木村。